# Jogo de Damas
Jogo de Damas (Portugiesisch für: Damenspiel) ist ein Filmdrama der portugiesischen Filmregisseurin Patrícia Sequeira aus dem Jahr 2015.

## Handlung
Nach dem Tod ihrer gemeinsamen Freundin Marta verbringen fünf Frauen den Tag und die Nacht vor der Beerdigung in einem abgelegenen Haus des Turismo rural bei Alcácer do Sal. Es war das Herzensprojekt ihrer verstorbenen Freundin, das kurz vor der Eröffnung stand, als sie starb.
In Gesprächen bei Wein und gemeinsamem Essen, bei kleinen Situationsgesprächen und herbstlichen Spaziergängen sinnieren die fünf Frauen über Freundschaft und Tod, und fragen sich, ob ihre Freundschaft, die so vieles überstand, auch den Tod überleben kann.

## Rezeption
Der Film feierte seine Premiere am 11. November 2015 im Casino Estoril, beim Lisbon & Estoril Film Festival (LEFFEST). Er kam am 28. Januar 2016 in die portugiesischen Kinos, wo er angesichts des wenig publikumswirksamen Themas mit 6.973 Besuchern einen Achtungserfolg verzeichnete.
Er lief danach auf einer Vielzahl internationaler Filmfestivals und erhielt dabei auch einige Preise, so beim Awareness Film Festival in Kalifornien, beim zyprischen Cyprus International Film Festival, beim russischen International Monthly Film Festival (KIMFF), beim Scandinavian International Film Festival und bei den Los Angeles Movie Awards. In Portugal wurde er 2017 mit dem Globo de Ouro und den Prémios Sophia ausgezeichnet (beide in der Kategorie Beste Schauspielerin, für Ana Padrão).
Jogo de Damas erschien 2016 bei Leopardo Filmes als DVD und wurde am 27. März 2021 im portugiesischen Fernsehen ausgestrahlt, bei RTP1.